# Byrsonima luacesii
Byrsonima luacesii är en tvåhjärtbladig växtart som beskrevs av Acuna och Roig. Byrsonima luacesii ingår i släktet Byrsonima och familjen Malpighiaceae. Inga underarter finns listade i Catalogue of Life.